# Chó Dingo

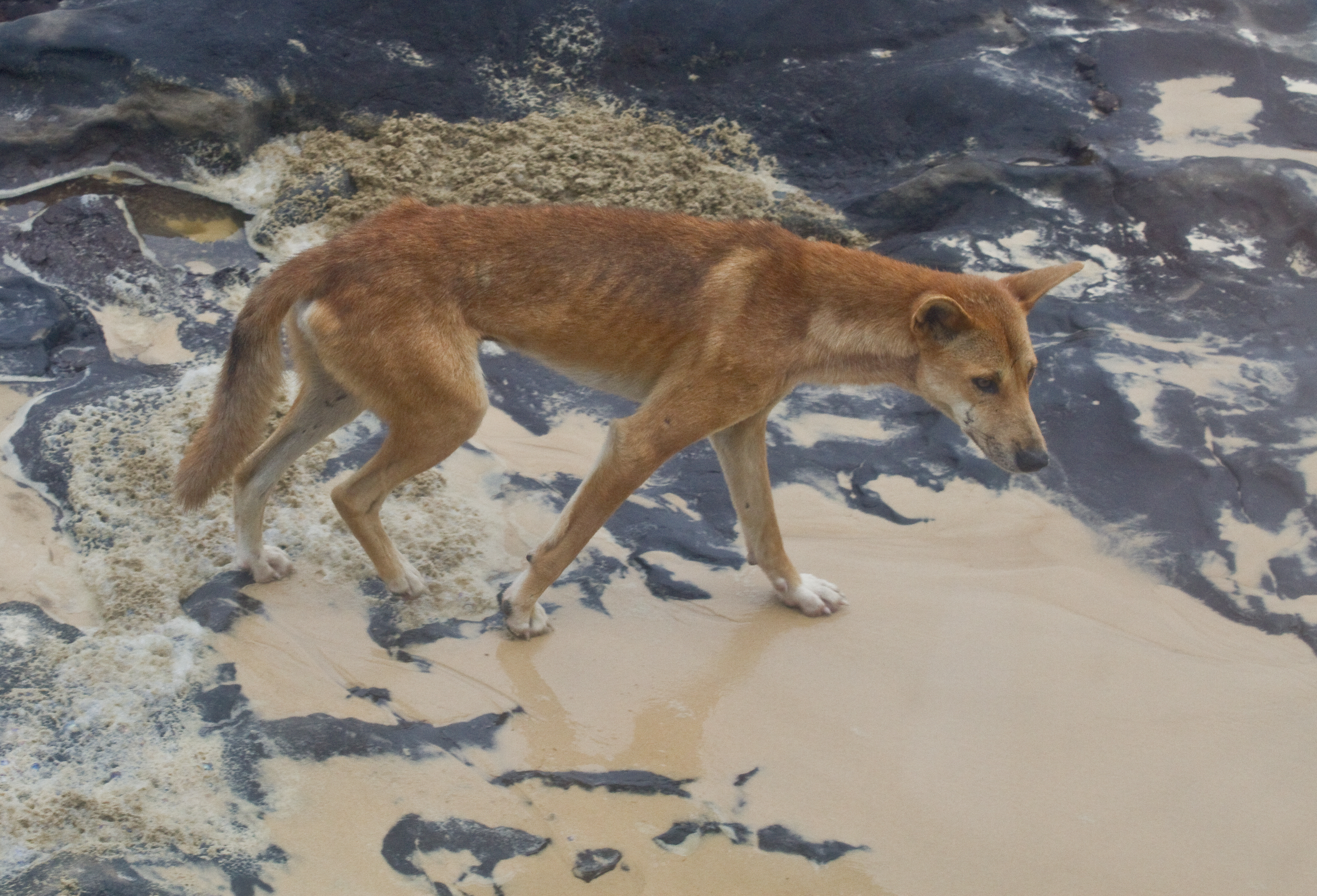
Một con chó Dingo hốc hác cho thấy bàn chân màu trắng thông thường của nó.

Chó Dingo (Canis familiaris, Canis dingo, Canis familiaris dingo hay Canis lupus dingo) là một loài chó hoang trong Họ Chó sinh sống ở châu Úc, chủ yếu được tìm thấy ở những vùng hẻo lánh của lục địa này. Hầu hết các nhà chức trách xem chó Dingo là một phân loài của sói (Canis lupus dingo); tuy nhiên, một số nhà chức trách khác xem chúng là một loài riêng biệt (Canis dingo). Tình trạng phân loại của chúng vẫn còn đang được tranh cãi. Thực dân Anh đầu tiên đến thành lập một khu định cư ở Port Jackson vào năm 1788 và ghi lại những con chó Dingo sống ở đó với những thổ dân bản địa. Mặc dù loài chó Dingo tồn tại trong môi trường tự nhiên, chúng có thể được nuôi dưỡng bởi con người nhưng không được chọn lọc như các loài động vật đã được thuần hóa khác.
Chúng là một loài chó cỡ trung bình, sở hữu thân hình săn chắc và khỏe mạnh, thuận lợi cho khả năng di chuyển với tốc độ cao, tăng sự nhanh nhẹn và sức chịu đựng. Ba màu lông chính của chó Dingo là: gừng nhạt (hoặc nâu), đen và nâu, hoặc trắng kem. Hộp sọ có hình nêm và có tỷ lệ lớn so với cơ thể. Người ta coi chó Dingo là một kiểu sinh thái hoặc một sinh vật đã thích nghi với môi trường độc đáo của Úc. Ngày nay, chúng được đánh giá là loài dễ bị tổn thương trong sách đỏ IUCN do số lượng giảm vì thường xuyên bị lai tạo với những con chó nhà.

## Tên gọi
Cái tên "dingo" xuất phát từ ngôn ngữ Dharug được sử dụng bởi người thổ dân Úc của khu vực Sydney. Thực dân Anh đầu tiên đến Úc vào năm 1788 đã thành lập một khu định cư tại Port Jackson và ghi nhận "những con dingoes" sống với những người Úc bản địa. Cái tên được Watkin Tench ghi lại lần đầu tiên vào năm 1789 trong câu chuyện của ông về cuộc thám hiểm tới Vịnh Botany:
Con vật trong nhà duy nhất mà chúng có là con chó, mà trong ngôn ngữ của chúng được gọi là Dingo, và một thỏa thuận tốt tương tự như con cáo của nước Anh. Những con vật này đều nhút nhát với chúng ta, và gắn liền với người bản địa. Một trong số chúng hiện đang thuộc quyền sở hữu của Thống đốc, và có thể hòa giải tốt với chủ nhân mới của mình.
Các biến thể bao gồm "tin-go" cho một con chó cái, "din-go" cho một con chó, và "wo-ri-gal" cho một con chó lớn. Các dingo đã được đặt tên khác nhau trong các ngôn ngữ bản địa Úc, bao gồm "boolomo", "dwer-da", "joogoong", "kal", "kurpany", "maliki", "mirigung", "noggum", "papa -inura ", và" wantibirri ". Một số tác giả đề xuất rằng có một sự khác biệt giữa dingoes ở trại và dingoes hoang dã như họ có tên gọi khác nhau giữa các bộ tộc bản địa. Người dân vùng Yarralin, lãnh thổ Bắc Úc thường gọi những dingoes sống với họ là walaku, và những cá thể sống trong hoang dã là ngurakin. Họ cũng sử dụng tên walaku để chỉ cả dingo và chó. Những người định cư thuộc địa của New South Wales đã viết chỉ sử dụng tên dingo cho chó sống trong trại. Người ta đề xuất rằng ở New South Wales, các trại chó chỉ trở nên hoang dã sau sự sụp đổ của xã hội thổ dân.

## Phân loại

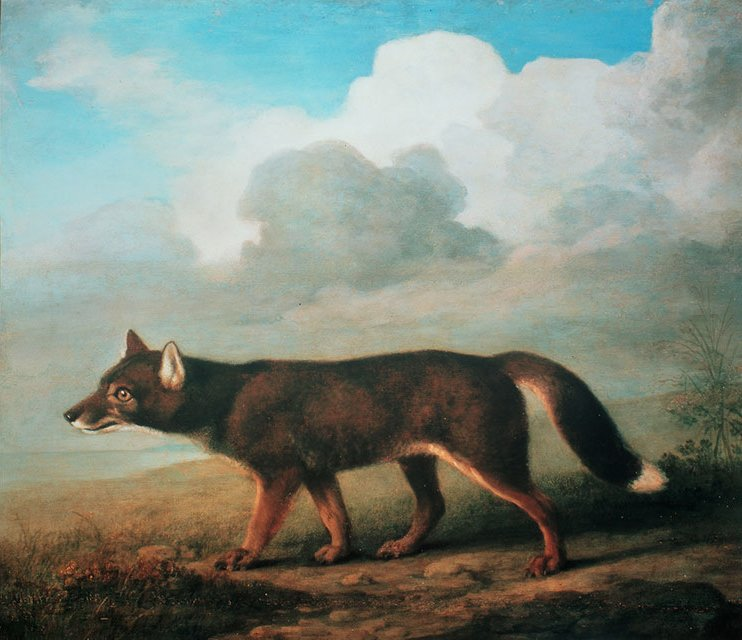
"Chân dung của một con chó lớn từ New Holland" của George Stubbs, 1772

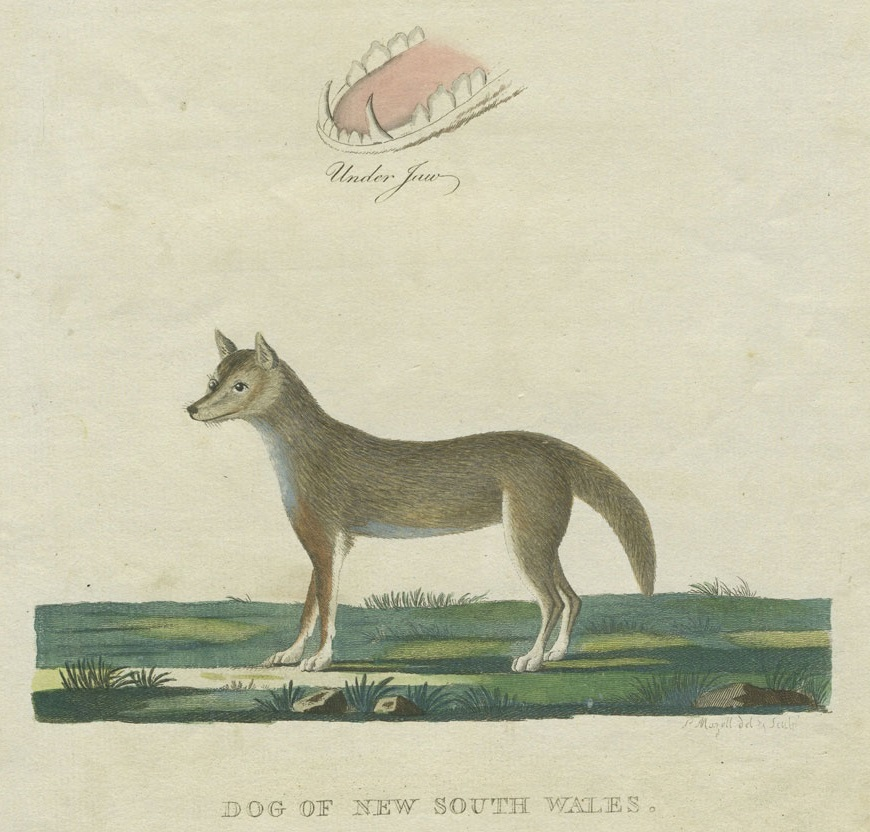
"Chó của New South Wales" minh họa trong chuyến đi của Thống đốc Phillip đến Vịnh Botany năm 1788

## Đặc điểm

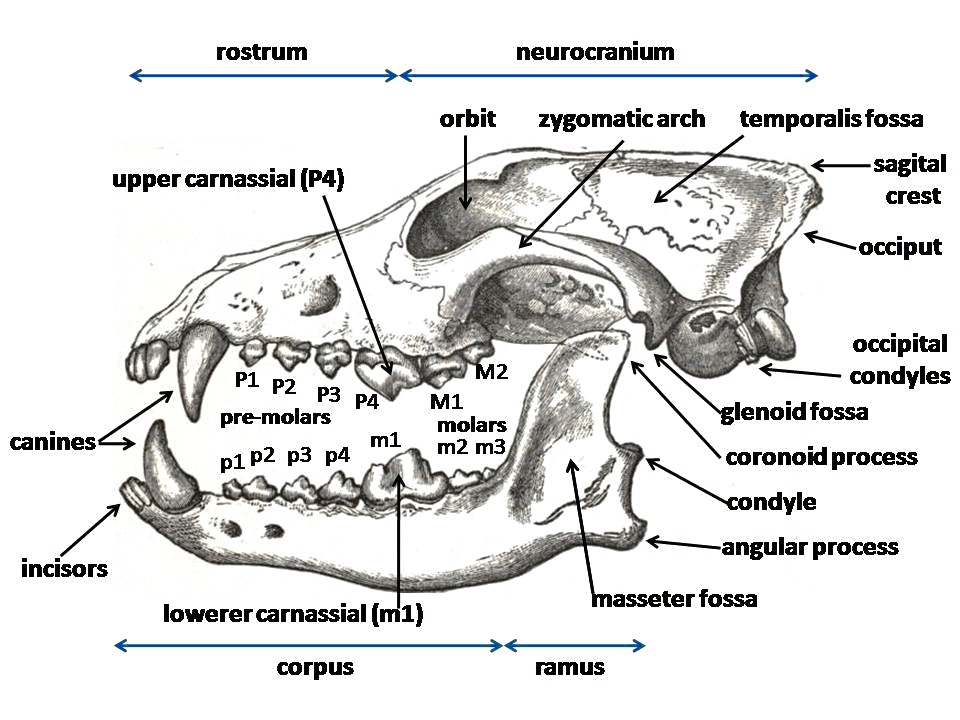
Hộp sọ và cấu trúc hàm răng của chó Dingo

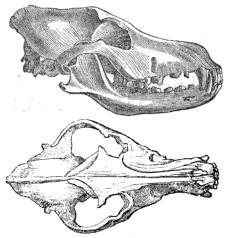
Xương sọ của chó Dingo được tr2inh bày bởi Frédéric Cuvier

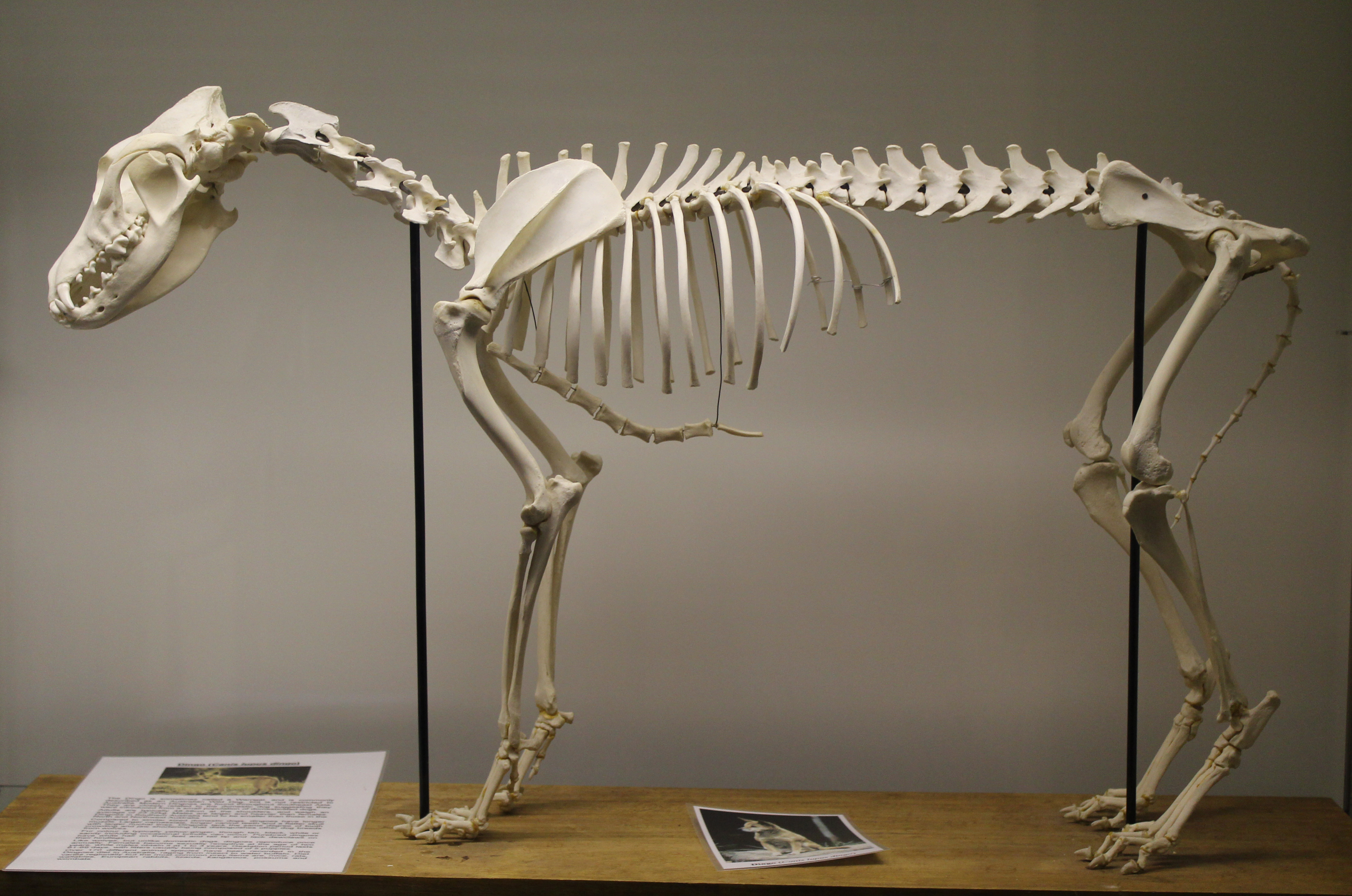
Bộ xương toàn thân

## Phân bố và môi trường sống

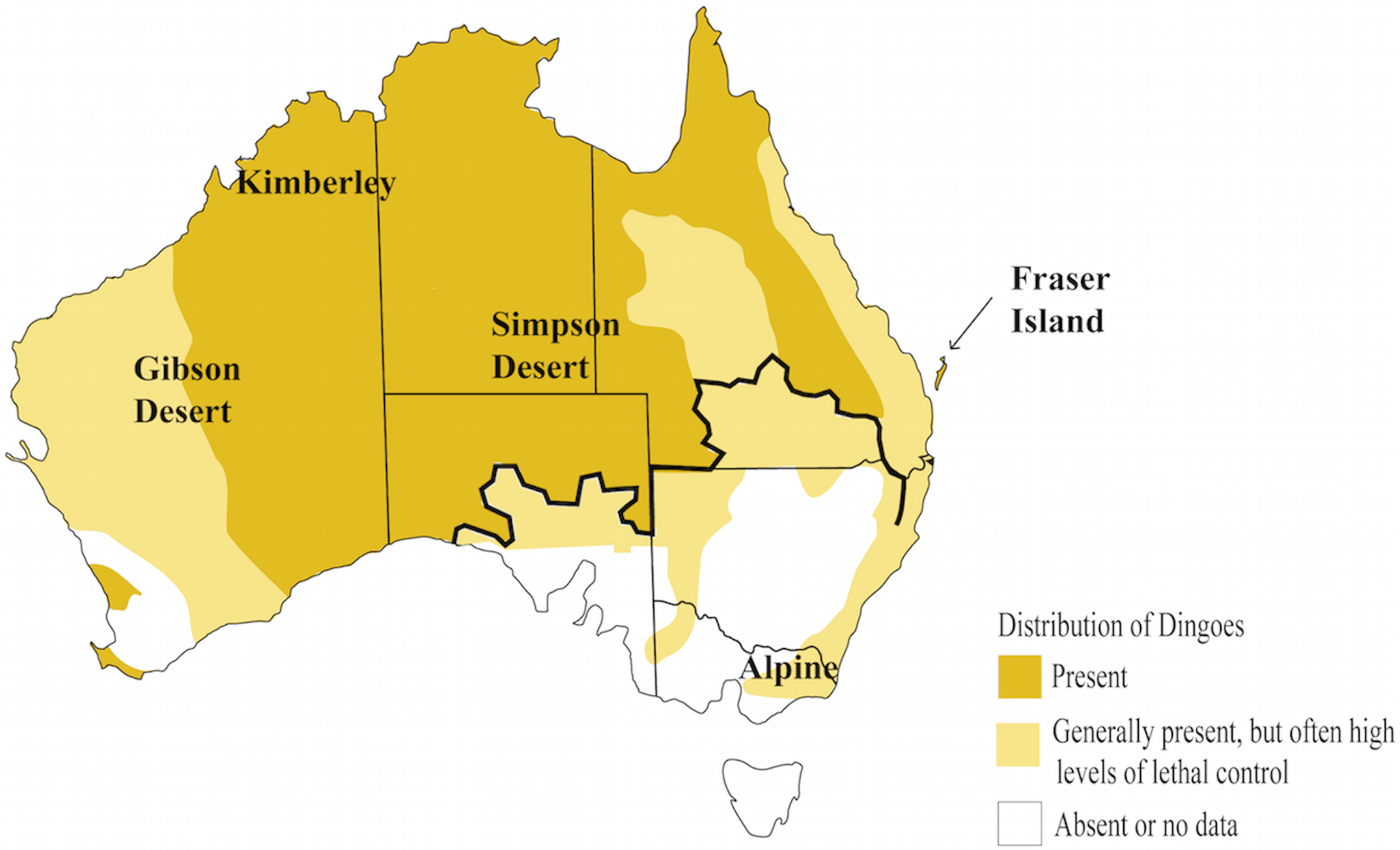
Phân bố của chó Dingo và các giống lai của chúng, đường màu đen chỉ những hàng rào ngăn chặn sự xâm nhập của loài thú này

### Sinh sản

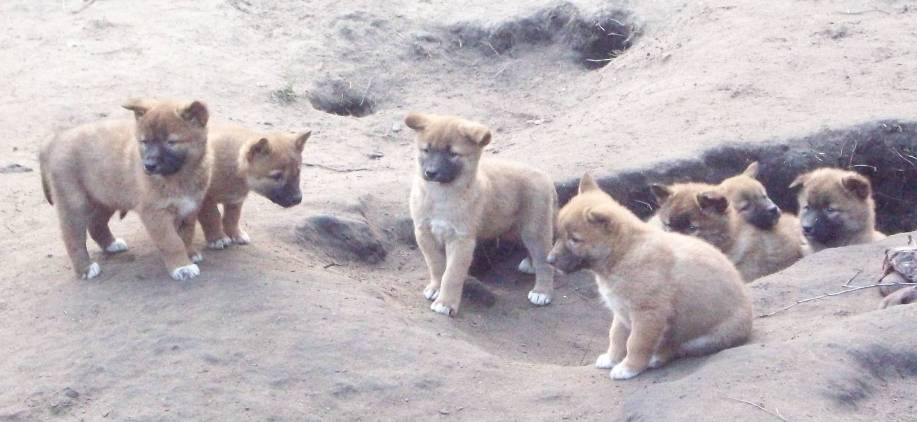
Đàn chó Dingo con

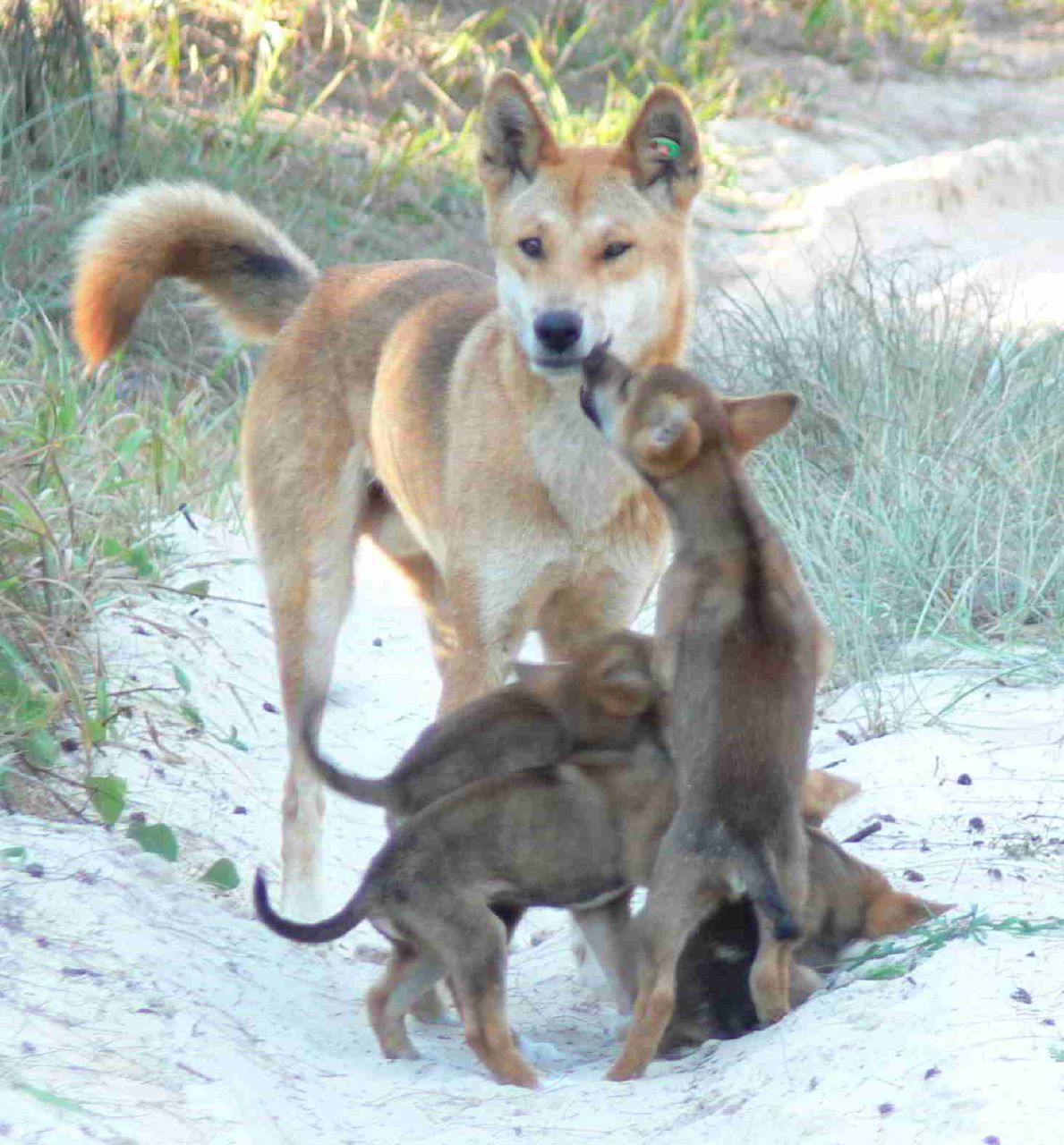
Một con đực với đàn con của nó

## Chế độ ăn uống

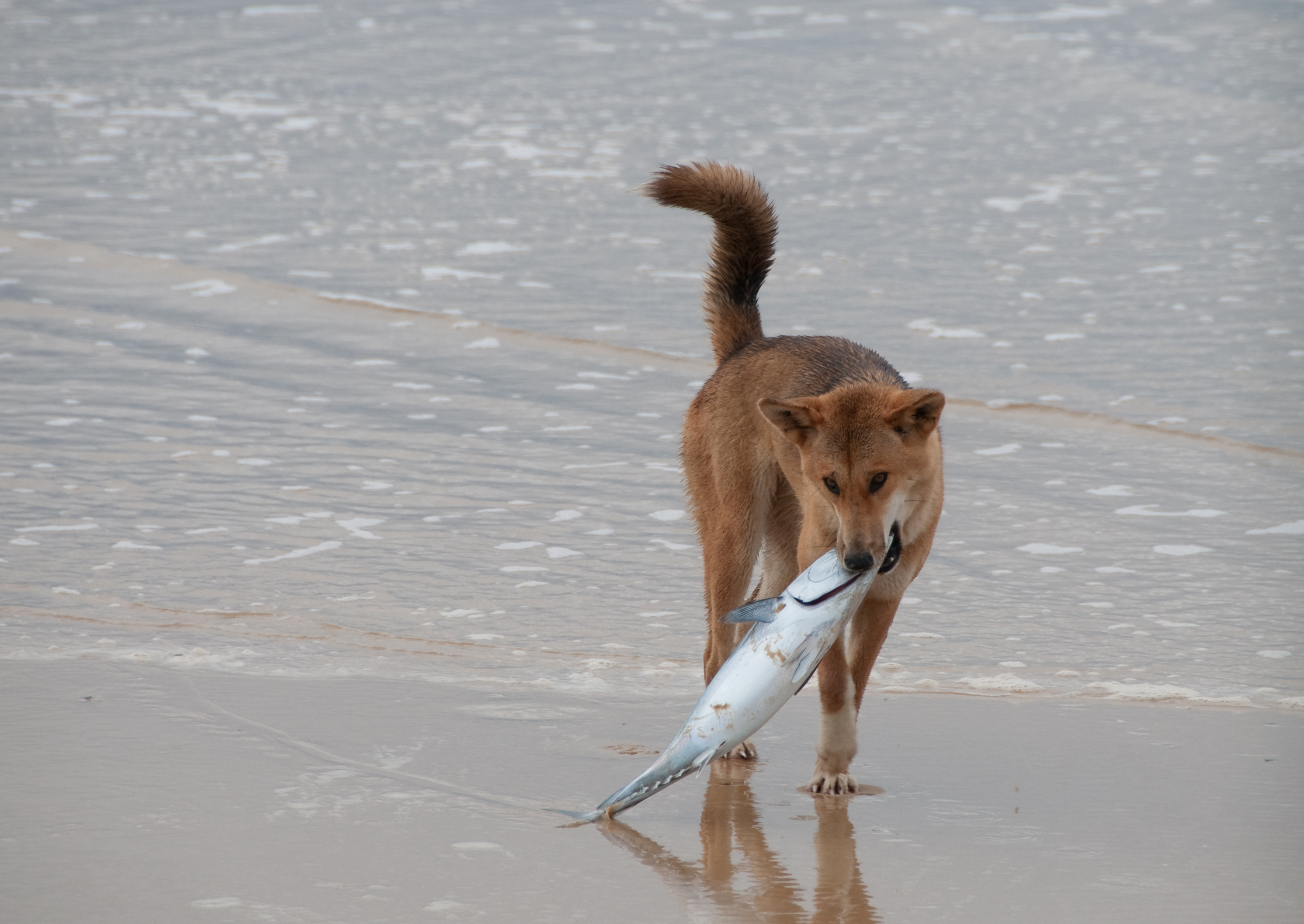
Dingo bắt cá trên đảo Fraser

## Tấn công con người

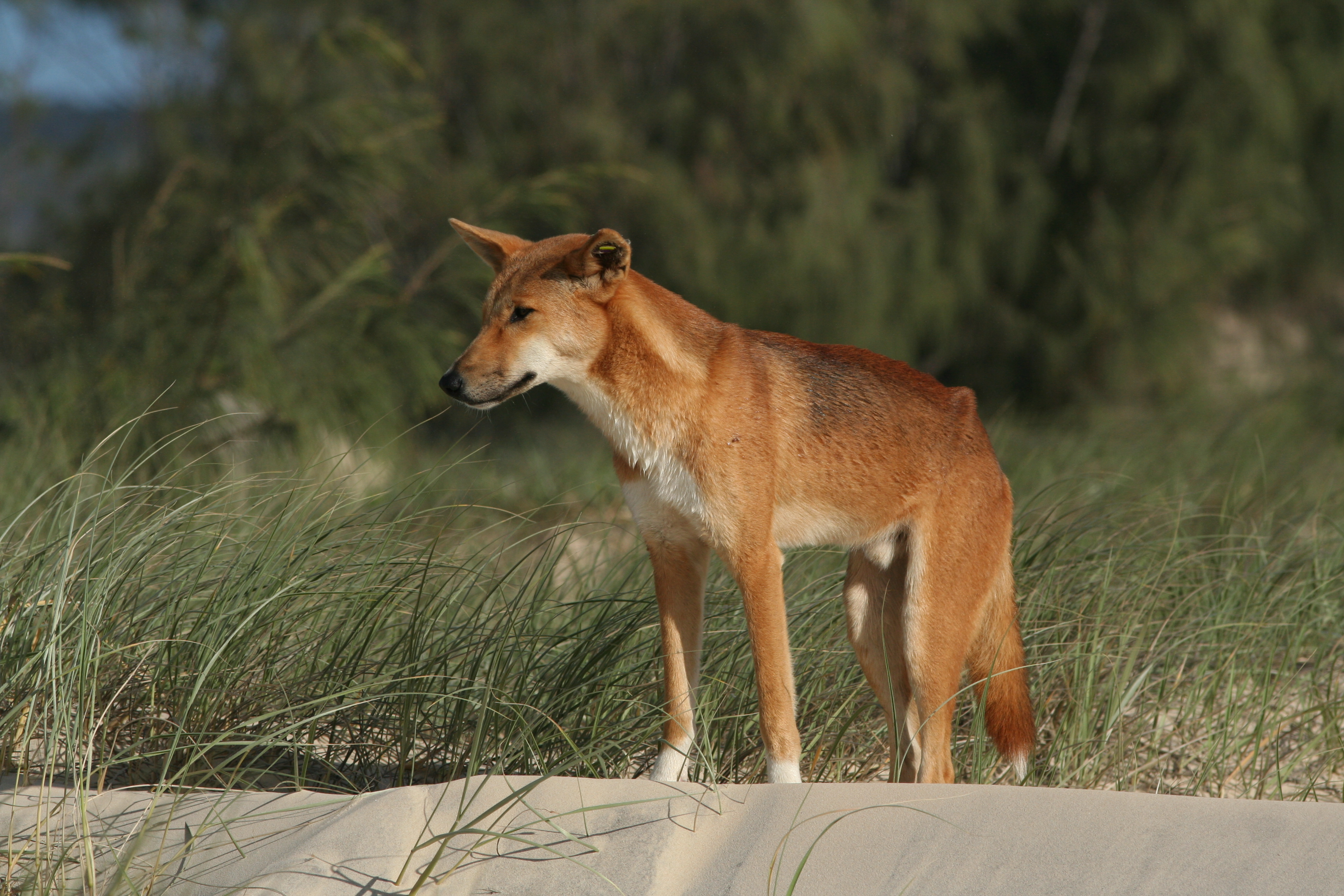
Chó Dingo nổi tiếng dữ tợn dù hiếm khi chúng tấn công người

### Thuần hóa

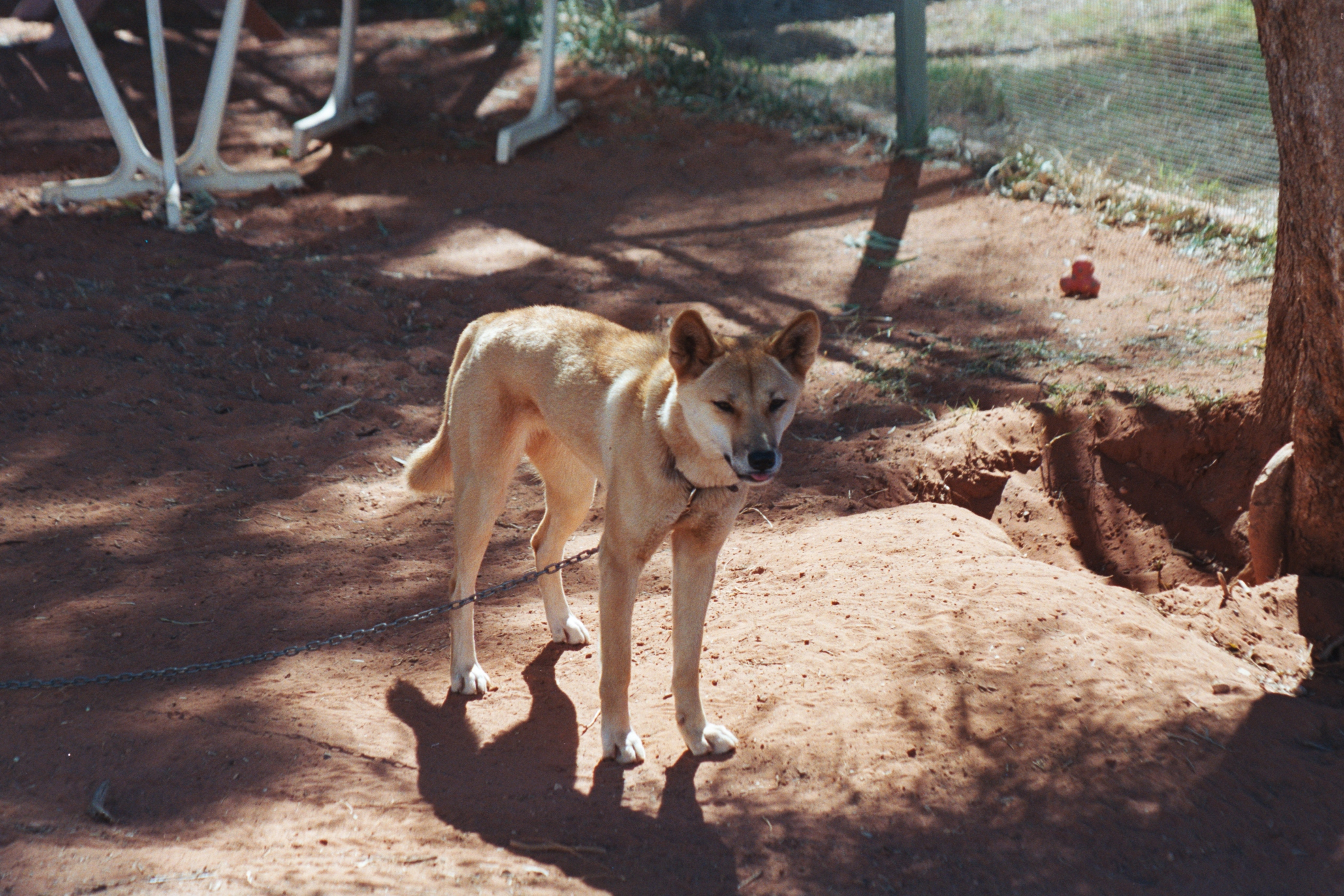
Đôi khi Dingo được giữ làm vật nuôi, mặc dù xu hướng của chúng là động vật hoang dã và rất khó để kiểm soát hành vi.